# キューティーハニー (曲)
「キューティーハニー」は、1973年から1974年に放送された日本のテレビアニメ『キューティーハニー』のオープニング主題歌である。クロード・Qの作詞、渡辺岳夫の作曲、小谷充の編曲で、前川陽子が歌った。オリジナルのシングルは、1973年10月に発売された。

日本のアニメで有名なオープニング主題歌のひとつであり、『キューティーハニー』を見たことがない層にも広く知られている。『キューティーハニー』は数多くのリメイクが作られているが、『Cutie Honey Universe』を除いてこの主題歌を起用し続けている。作詞のクロード・Qは、広告代理店博報堂の社員・岩崎富士男のペンネームである。
前川は2008年に、セルフカバーシングルを出している（後述）。

## オリジナルおよびカバーの一覧

### オリジナルおよびリメイク作品の主題歌
- テレビアニメ『キューティーハニー』（オリジナル：1973年 - 1974年） - 編曲：小谷充、歌：前川陽子
- OVA『新・キューティーハニー』（1994年 - 1995年） - 編曲・歌：les 5-4-3-2-1
英語バージョン - 訳詞：高尾直樹、編曲：小西貴雄、歌：Mayukiss（平松まゆき）
- テレビアニメ『キューティーハニーF』（1997年 - 1998年） - 編曲：亀山耕一郎、歌：SALIA （後述のシングルを発売）
- 実写映画『キューティーハニー』（2004年） - 編曲：h-wonder、歌：倖田來未
- OVA『Re:キューティーハニー』（2004年） - 同上
  - 倖田來未版（映画・OVA共通）は倖田のアルバム『feel my mind』（初回盤）とシングル「LOVE & HONEY」に収録されている。
- テレビドラマ『キューティーハニー THE LIVE』（2007年） - 編曲：渡辺剛、歌：ワイルド三人娘 （後述のシングルを発売）
- 実写映画『CUTIE HONEY -TEARS-』（2016年） - 編曲：KAZ、歌：西内まりや
  - 挿入歌として使用。西内による主題歌「BELIEVE」の「CD ONLY CUTIE HONEY -TEARS-盤」シングルに収録されている。

### アルバム『百歌声爛』シリーズでのカバー
| アーティスト | 収録作品                      | 発売日        |
| ------------ | ----------------------------- | ------------- |
| 真殿光昭     | 『百歌声爛 男性声優編』       | 2007年9月19日 |
| 井上和彦     | 『百歌声爛 男性声優編』       | 2007年9月19日 |
| 速水奨       | 『百歌声爛 男性声優編II』     | 2008年1月23日 |
| 朴璐美       | 『百歌声爛 女性声優編II』     | 2008年1月23日 |
| 諏訪部順一   | 『百歌声爛 男性声優編III』    | 2009年3月18日 |
| 中村繪里子   | 『百歌声爛 女性声優編III』    | 2009年3月18日 |
| 豊口めぐみ   | 『新・百歌声爛II 女性声優編』 | 2012年2月8日  |

### その他のカバー
| アーティスト                     | 収録作品                                                                             | 発売日                  | 備考 |
| -------------------------------- | ------------------------------------------------------------------------------------ | ----------------------- | --- |
| AQUA                             | 「キューティーハニー クラブスタイル」                                                | 1997年7月19日           | |
| MINAMI VOICE                     | 『アニパラ』                                                                         | 2000年5月17日           | |
| MINAMI VOICE                     | 「キューティーハニー from the album アニパラ」                                       | 2000年7月12日           | |
| GO!GO!7188                       | 『虎の穴』                                                                           | 2002年7月10日           | |
| 奥井雅美                         | 『マサミコブシ』                                                                     | 2003年5月1日（限定盤）  | |
| 奥井雅美                         | 『マサミコブシ』                                                                     | 2005年5月11日（通常盤） | |
| 大西ユカリと新世界               | 『GO! GO! NAGAI Tribute to the NAGAI GO』                                            | 2005年9月7日            | |
| Ahyoomee（아유미）               | 「Cutie Honey」                                                                      | 2006年7月3日            | 原曲に忠実な朝鮮語訳詞でカバーした。                                                                                     |
| 豊実琴（柿原徹也）               | 『TVアニメーション「プリンセス・プリンセス」キャラクターソング Sweet Suite vol.2』   | 2006年7月7日            | |
| 岩男潤子                         | 『ANIME ON BOSSA』                                                                   | 2008年1月30日           | |
| ワイルドストロベリー             | 『ANIMELODY NIGHT』                                                                  | 2008年4月25日           | |
| 桑田佳祐                         | 『昭和八十三年度! ひとり紅白歌合戦』                                                 | 2009年3月25日           | |
| 四条貴音（原由実）               | 『アイドルマスター ブレイク! 第2巻限定版』                                           | 2009年10月2日           | |
| 杉本有美×BYMSKI                  | 『キラキラ♡魔女ッ娘♡CLUV』                                                           | 2010年2月10日           | |
| 乙女フラペチーノ                 | 『ムーンライト伝説』                                                                 | 2015年1月21日           | カップリングに収録。アレンジは五十嵐淳一。                                                                               |
| 水谷千重子                       | 『水谷千重子ベストアルバム BAKAITTERU』                                              | 2016年1月20日           | |
| 海上自衛隊東京音楽隊、三宅由佳莉 | 『響け! ブラバン・ヒーローズ』                                                       | 2016年3月30日           | 2016年6月1日発売のベスト・アルバム『THE BEST ～DEEP BLUE SPIRITS～』にも収録。                                           |
| 佐々木彩夏                       | 「My Cherry Pie（小粋なチェリーパイ）/My Hamburger Boy（浮気なハンバーガーボーイ）」 | 2017年8月23日           | |
| luz                              | 「SISTER」                                                                           | 2018年6月20日           | 「キューティーハニー（SISTER Edition）」としてカバー。 A面の「SISTER」は、『Cutie Honey Universe』の主題歌となっている。 |
| Merm4id                          | 『D4DJ Groovy Mix カバートラックス vol.1』                                           | 2021年1月20日           | |

## オリジナル盤シングル

### 収録曲
1. キューティーハニー 
  - 作詞：クロードQ、作曲：渡辺岳夫、編曲：小谷充
2. 夜霧のハニー
  - 作詞：伊藤アキラ、作曲：渡辺岳夫、編曲：小谷充

### 朝日ソノラマ盤
1973年10月発売。ソノラマエース・パピイシリーズ「APM-4558」。収録曲は、「キューティーハニー」「夜霧のハニー」の2曲だが、ドラマ「パンサークローのおそろしいわな」が収録された。

## SALIAのシングル
SALIAの「キューティーハニー」は、1997年2月21日に日本コロムビアからシングルが発売された。上述のように、テレビ朝日系列テレビアニメ『キューティーハニーF』のオープニング主題歌である。フルバージョンは他のバージョンとは異なり、3番の歌詞は歌われておらず、2番で終了する。

### 収録曲
1. キューティーハニー [1:57] 
  - 作詞：クロードQ、作曲：渡辺岳夫、編曲：亀山耕一郎
2. あなたに届けたい [5:36]
  - 作詞：近藤由華、作曲・編曲：山下康介
3. キューティーハニー（オリジナル・カラオケ）
4. あなたに届けたい（オリジナル・カラオケ）

## キューティーハニー クラブスタイル
「キューティーハニー クラブスタイル」は、AQUAのシングルとして、1997年7月19日に日本コロムビアから発売された。

### 収録曲
1. キューティーハニー クラブスタイル
2. キューティーハニー クラブスタイル（remix）
3. キューティーハニー クラブスタイル（インストゥルメンタル）

### スタッフ
- アーティスト：AQUA
- 作詞：クロードQ
- 作曲：渡辺岳夫
- 編曲：ノダ・トシフミ
- 演奏：ノダ・トシフミ、スギヤマ・オサム、アクア、YUI、TOMO、MARI、シバタ・ケイイチ、タナベ・ヒトシ、ハヤシ・マキエ

## MINAMI VOICEのシングル
「キューティーハニー from the album アニパラ」（キューティーハニー フロム・ザ・アルバム アニパラ）は、声優の高山みなみがMINAMI VOICE名義でのシングルとして、2000年7月12日にワーナーミュージック・ジャパンから発売された。
アニメソングをパラパラ調にアレンジされたカバーアルバム『アニパラ』からのシングルカットである。
「キューティーハニー (ORIGINAL MIX)」は、TWO∞MIXの非売品サンプラーレコード『BPM CUBE Special DJ Sampler』にも収録されている。

### 収録曲
1. キューティーハニー (ORIGINAL MIX) / MINAMI VOICE [3:36]
作詞：クロードQ、作曲：渡辺岳夫、編曲：中尾昌文
2. ルパン三世のテーマ'78 (ORIGINAL MIX) / アニパラキッズ featuring Nasty Mini [3:16]
作曲：大野雄二、編曲：中尾昌文
3. I WANNA BE YOUR SUPERSTAR 〜the theme of DJ よっしー〜 / DANCE INFINITY ORCHESTRA featuring KRISTO [4:01]
作詞：Vincent Degiorgio、作曲：本間清司・Shingo Sakuma、編曲：中尾昌文

## ワイルド三人娘のシングル
ワイルド三人娘の「キューティーハニー」は、2007年11月7日にランティスからリリースされた。販売元はキングレコードである。上述のように、テレビ東京系列で放送された特撮テレビドラマ『キューティーハニー THE LIVE』のオープニング主題歌である。
CDジャケットのタイトル（英名）は『CUTIE HONEY』となっている。
カップリングの「Bondage Racer」はWEBラジオ『君のぞらじお』のエンディング主題歌である。

### 収録曲
1. キューティーハニー [3:29]
作詞：クロード・Q、作曲：渡辺岳夫、編曲：渡辺剛
（©1973 by TV ASHI MUSIC CO.,LTD.）
2. Bondage Racer [5:09]
作詞：畑亜貴、作曲：nishi-ken、編曲：nishi-ken
3. キューティーハニー (ONLY JOY & JACKIE VERSION) [3:29]
4. Bondage Racer (ONLY JOY & JACKIE VERSION) [5:09]
5. キューティーハニー (ONLY MINAMI VERSION) [3:29]
6. Bondage Racer (ONLY MINAMI VERSION) [5:09]
7. キューティーハニー (OFF VOCAL) [3:29]
8. Bondage Racer (OFF VOCAL) [5:07]

### スタッフ
- Perdormed by ワイルド三人娘 ミナミ＝クリバヤシ ジヮイまっくすMAXIMUM ジャッキー・ヤン
- Produced by 伊藤善之
- Recorded & Mixed by 守屋勝美、西沢栄一
- Recorded & Mixed at スタジオマジックガーデン
- キューティーハニー Lyric maker：stereaudio production
- Bondage Racer Lyric maker：nishi-ken

- Art Direction & Design：佐藤和孝（Goldblend）
- Photograph：関山一也
- Costume Design：吉田博彦
- Costume Direction：川崎圭介
- Costume Making：コスバ
- Hair & Make-up：水谷さやか

- A & R：櫻井優香（Lantis）
- Sales promotion：松村起代子（Lantis）
- Co-Producer：吉田博彦
- Executive Producer：井上俊次
- Thanks：āge、ニトロプラス
- Special Thanks：ダイナミック企画、BANDAI VISUAL、TV ASAHI MUSIC CO.,LTD.、TV TOKYO Music,lnc.
- Supervisor：永井豪、横山誠

## 前川陽子のセルフカバーシングル（21st century ver.）
前川陽子のセルフカバーシングル「キューティーハニー（21st century ver.）」（キューティーハニー トウェンティ・ファースト・センチュリー・ヴァージョン）は、2008年2月27日にティームエンタテインメントからマキシシングルで発売された。
カップリングには『キューティーハニー』エンディング主題歌「夜霧のハニー」、およびテレビアニメ『魔女っ子メグちゃん』の同名オープニング主題歌が、同じく「21st century ver.」として収録されている。

### 収録曲
1. キューティーハニー（21st century ver.） [3:06]
  - 作詞：クロード・Q、作曲：渡辺岳夫
2. 夜霧のハニー（21st century ver.） [3:30] 
  - 作詞：伊藤アキラ、作曲：渡辺岳夫
3. 魔女っ子メグちゃん（21st century ver.） [4:02] 
  - 作詞：千家和也、作曲：渡辺岳夫
4. キューティーハニー（Nao Remix） [3:31]
5. 魔女っ子メグちゃん（DJ Dr. Knob Remix） [4:18]
6. キューティーハニー（21st century ver. Instrumental） [3:06]
7. 夜霧のハニー（21st century ver. Instrumental） [3:30]
8. 魔女っ子メグちゃん（21st century ver. Instrumental） [4:02]
9. キューティーハニー（Nao Remix Instrumental） [3:31]
10. 魔女っ子メグちゃん（DJ Dr.Knob Remix Instrumental） [4:15]

### ユニットメンバー
1. ↑  瀬戸リカ（平嶋夏海）、水島茉莉花（岡田夢以）、日高さおり（葉月ひまり）、松山ダリア（根岸愛）